# Richard Harry
Richard Lewis Lloyd Harry (Sídney, 30 de noviembre de 1967) es un exrugbista y economista australiano, que se desempeñaba como pilar. Fue internacional con los Wallabies de 1996 a 2000 y se consagró campeón del mundo en Gales 1999.

## Biografía
Su padre fue Philip Harry, un presidente de Rugby Australia en los años 1990. Richard estudió en la Universidad de Macquarie y se recibió de economista.
Debutó en la primera del Eastwood Rugby Club en 1986 y jugó de ala varios años, pero se cambió a pilar para lograr sobresalir por consejo de Bob Dwyer. Estudió un año en el Reino Unido y allí jugó una temporada con los Harlequins FC.
En 1995 fue anunciado en los Waratahs, la selección provincial, y jugó con ellos hasta su retiro en la temporada 2000. Durante el Súper Rugby 1996 se convirtió en profesional, ya que fue la llegada de la era abierta al hemisferio sur.

## Selección nacional
Representó a Australia A en 1994.
Greg Smith lo convocó a los Wallabies por vez primera en junio de 1996 y debutó ante los Dragones rojos. Ganó la Copa Bledisloe de 1998 a 2000 y el Torneo de las Tres Naciones 2000, donde jugó su última prueba contra los Springboks.
Harry integró a la mejor generación histórica y en 2005 fue nombrado el mejor 1 en los Wallabies de los años 1990.

### Participaciones en Copas del Mundo
Rod Macqueen lo llevó a Gales 1999 como titular, alineándose con Andrew Blades y el hooker Michael Foley. Jugó la final y debió marcar al irlandés Paul Wallace, el galés Dai Young, la leyenda sudafricana Os du Randt y al francés Franck Tournaire.
| Mundial                       | Sede  | Resultado | PJ | Tries |
| ----------------------------- | ----- | --------- | -- | ----- |
| Copa Mundial de Rugby de 1999 | Gales | Campeón   | 5  | 0     |